# Stomphastis conflua
Stomphastis conflua är en fjärilsart som först beskrevs av Edward Meyrick 1914.  Stomphastis conflua ingår i släktet Stomphastis och familjen styltmalar.
Artens utbredningsområde är:
- Cypern.
- Egypten.
- Moçambique.
- Nigeria.
- Israel.
- Jordan.
- Saudiarabien.
- Sudan.
- Zimbabwe.

Inga underarter finns listade i Catalogue of Life.